# Русь-Ойл
«Русь-Ойл» — российская независимая нефтяная компания (ННК).
С 2013 года осуществляющая разведку и извлечение углеводородов на месторождениях Ханты-Мансийского и Ненецкого автономных округов, Иркутской области, Республики Саха. В 2016 году совокупный объем добычи нефти по всем активам составил 4,17 млн т.
Аудитор «DeGolyer and MacNaughton» оценила объем извлекаемых запасов, находящихся в распоряжении «Русь-Ойл», в 147 млн т, из них 55 млн т относятся к Густореченскому месторождению в ХМАО, а 42 млн т — к Дулисьминскому в Иркутской области.
В октябре 2016-го после приобретения лицензии на право использования недр еще на шести месторождениях в ХМАО объем извлекаемых запасов поднялся до 167 млн т, хотя по собственным оценкам компании эта цифра — 300 млн т.
Нефтяная компания «Дулисьма» — один из активов «Русь-Ойл» — по итогам 2015 года вошла в Топ-200 крупнейших российских экспортеров. С выручкой в размере $468,3 млн она заняла 61 место в рейтинге, традиционно составляемом аналитиками журнала «Эксперт».

## Деятельность
В 2011 году будущий генеральный директор и основатель Сергей Подлисецкий приобрел в Оренбургской области бесперспективное с точки зрения крупных игроков отрасли, — истощенное, Майорское месторождение. После проведения мероприятий по интенсификации добычи ее ежемесячный объем составил 16 тыс. т.
Компания «Русь Ойл» была создана в 2013 году. Одним из первых активов, который «Русь Ойл» взял в доверительное управление, стала компания «Дулисьма», которая владеет лицензией на Дулисьминское месторождение в Иркутской области. Инфраструктура нефтяной компании «Дулисьма» соединена с трубопроводной системой «Восточная Сибирь — Тихий океан» (ВСТО), позволяющая экспортировать углеводородное сырье на азиатский рынок. По итогам 2015 года объем выручки от поставок нефти за границу составил $468,3 млн т. Запасы нефти Дулисьминского месторождения по категории С1 составляют 14,086 млн тонн, по С2 - 890 тыс. тонн; газа по категории С1 - 63,55 млрд куб. м, С2 - 13,7 млрд куб. м; конденсата по С1 - 6,97 млн тонн, по С2 - 1,5 млн тонн. В 2011 г. НК "Дулисьма" подключилась к ВСТО, построив 73-километровый наборный нефтепровод и узел подготовки нефти. Правительство РФ с 1 января 2012 г. вернуло отмененную пятью месяцами ранее льготную экспортную пошлину на нефть с Дулисьминского месторождения.
Возможности для экспорта нефти возрастут после подключения к ВСТО Иреляхского месторождения в Якутии (НК «Иреляхнефть») с объемом добычи 250 тыс. т, 550 тыс. т к 2018 году. «Транснефть» уже направила технические условия для присоединения к трубопроводной сети. Пока же основным потребителем углеводородов остаются коммунальные службы Республики Саха, закупающие сырье в качестве топлива для котельных.
В 2016 году бизнесмен Сергей Кошеленко передал в доверительное управление «Русь-Ойл» компанию «Полярное сияние» с месторождением в Тимано-Печоре, прежде принадлежавшую «Роснефти» и ConocoPhilips, но «списанную» за бесперспективность. Оценка объема извлекаемых запасов подтвердила его на уровне 6 млн т. К 2019 году объем добычи поднимется до 490 тыс. т с ожидаемых 350 тыс. т в 2017-м.
Также в доверительном управлении с 2016 года находится компания «Матюшкинская вертикаль». Российские владельцы купили ее у венгерской «MOL». Матюшкинский участок с лицензией до 2029 года находится в Томской области. Добыча нефти на нем ведется с 2007 года, в 2015 году было извлечено 100 тыс. т углеводородов. Разведанные запасы оценены на уровне 17-20 млн т. По оценкам аналитиков агентства «Альпари» добыча к 2020 году может составить до 1 млн т.
В числе главных активов «Русь-Ойл» — «Хортица», «Густореченское», «Негуснефть».
В октябре 2016 года компанией были получены лицензии на право использования недр на шести месторождениях в Ханты-Мансийском автономном округе с общими запасами 20 млн т: Юганск-16, Юганск-18, Юганск-19, Юганск-21, Бинштоковское, Западно-Мултановское.
Рост добычи нефти в 2013-2016 годах на месторождениях, принадлежащих «Русь-ойл», обусловлен проведением геолого-разведочных работ с использованием 2D и 3D сейсмической разведки, промысловых исследований, для которых пробурено 75 оценочных скважин, применением методов повышения нефтеотдачи — гидроразрыв пласта, наклонно-направленное и горизонтальное бурение.
В планах компании приобретение НПЗ с мощностью переработки до 2 млн т.
Компания «Русь-Ойл» выступает спонсором волейбольного клуба «Динамо».